# Песчанка Брокмана
Песчанка Брокмана (лат. Gerbillus brockmani) — вид мышиных грызунов из подсемейства песчанковых. Известен только из Сомали. Имеет размер: 80 мм (без хвоста) и около 190 мм с хвостом. Назван в честь британского зоолога Р. Э. Дрейка-Брокмана.
Международным союзом охраны природы отнесён к видам с неясным статусом.

## Описание
Песчанка Брокмана — это небольшой грызун, который относится к подроду Gerbillus. Размеры тела песчанки составляют от 71 до 84 мм, а длина хвоста может достигать 106–117 мм.
Окраска спины у этого вида песчанок оранжево-коричневая, а брюхо чисто белое. Хвост у песчанки Брокмана длинный, заканчивается небольшой кисточкой и составляет 140% длины тела. Подошвы задних лап голые.
У песчанки Брокмана очень маленькие зубные ряды и сильно раздутые барабанные перепонки[прояснить], которые составляют 37% от максимальной длины черепа. К сожалению, на данный момент нет информации о хромосомных или других генетических особенностях этого вида. Также нет точных данных о массе тела песчанки Брокмана.